# Vasile Cârlova
Vasile Cârlova (n. 4 februarie 1809, Buzău (Târgoviște după alți autori) - d. 18 septembrie 1831, Craiova) a fost un poet și ofițer român, care a scris doar cinci poezii dar a intrat în Istoria literaturii române a lui George Călinescu și a introdus în literatura română faimoasa temă a preromantismului european.

## Biografie
Vasile Cârlova s-a născut la 4 februarie 1809 la Buzău , ca fiu al medelnicerului Ioniță Cârlova, fost ispravnic de Buzău, descendent al unei familii de boiernași (Cârlomanii/Cârlovanii) având între înaintași pe Luca, episcop de Buzău (trimis în misiuni diplomatice de Mihai Viteazul), mai apoi mitropolit al Ungrovalahiei. După mamă, se trăgea din familia Lăcustenilor din Locusteni – Dolj.
1816 - După moartea timpurie a părinților, este crescut de o soră a mamei, căsătorită cu stolnicul Nicolae Hiotu, la Târgoviște. Are ca tovarăș de învățătură pe viitorul poet Grigore Alexandrescu; a învățat limba greacă și limba franceză. După încercări de versificare în grecește, la stăruința lui Ion Voinescu II va scrie poezii în limba română.
A debutat în 1827  cu o traducere după Hero și Leandru a lui Musaios și a poemului Zaïre a lui Voltaire. A scris „Păstorul întristat”, poezie publicată la 8 mai 1830 în Curierul Românesc, condus de I. Heliade Rădulescu. Poezia a fost pusă pe muzică, la 8 mai 1850, de Anton Pann.
În 1828 scrie „Ruinurile Târgoviștei”, tipărită la 20 martie 1830, în aceeași gazetă, cu o prezentare a lui Heliade Rădulescu, care îi menea un strălucit viitor literar: „geniul său cel poetic făgăduiește mult pentru limba românească, cea atât de frumoasă subt pana lui”.
Tot în 1828 scrie poezia „Rugăciune”, publicată postum (1839) de Heliade.
La 30 mai 1830, revista ieșeană Albina Românească reproduce poezia „Ruinurile Târgoviștei”. Scrie poezia „Înserarea”, publicată în Curierul Românesc, la 29 iunie.
În 1830 ia ființă miliția națională, nucleu al oștirii române moderne, iar la 6 iulie 1830 apare ca al treizeci și treilea dintre voluntarii angajați în miliția națională, unde va servi cu gradul de sublocotenent.
În anul 1831 scrie „Marșul românilor” sau „Odă oștirei române cu ocazia înălțării steagului național”, versuri ce au circulat tipărite pe foi volante (cenzura a făcut să nu poată fi tipărite decât postum, în 1839, în Curierul Românesc).
Pe 18 septembrie 1831 Vasile Cârlova a murit la Craiova, în urma unei boli infecțioase. A fost îngropat în curtea bisericii Madona Dudu.